# Прин (река)
Прин (нем. Prien) — река в Германии, протекает по земле Бавария, речной индекс 1846. Площадь бассейна реки составляет 245,68 км². Общая длина реки 33 км. Высота истока 1150 м. Высота устья 518 м. Берёт Прин начало на горе «Шпицштайн» в Восточных Альпах. Впадает в баварское озеро Кимзе.
Система водного объекта: Кимзе → Альц → Инн → Дунай → Чёрное море.